# Sentiment antichinois au Japon
Le sentiment antichinois au Japon est un phénomène présent majoritairement depuis le XXe siècle.

## Histoire
En mai 1972, à la suite d'un accord signé entre les États-Unis et le Japon en juin 1971, les îles Senkaku reviennent au Japon avec les îles Ryūkyū,,. Cependant, l'accord ne mentionne pas les îles Senkaku, selon le souhait des États-Unis de ne pas être mêlés à une querelle territoriale qui débute. Dès l'annonce de la restitution en 1971, elle est immédiatement dénoncée par la république de Chine (Taïwan) et suivie de près par la république populaire de Chine,.
Sur Internet se développe le phénomène de la Netto uyoku (ネット右翼, littéralement « droite d'Internet ») qui désigne les internautes japonais qui, par le biais de blogs ou de communautés virtuelles, émettent des messages à caractère nationaliste, caractérisés par une réprobation de la Chine et des deux Corée, ainsi que de leurs habitants.
En 2001, la maison d'édition Fusōsha édite un manuel de la Société japonaise pour une réforme des manuels d'histoires, ou Tsukuru-Kai (作る会), une organisation nationaliste et révisionniste qui nie les crimes commis durant le massacre de Nankin,.
Selon un sondage, commandité par le cabinet du Premier ministre en 2004, 58 % des Japonais ont une opinion défavorable de la Chine, soit un bond de plus de 10 points par rapport à 2003.
En 2021, la Loi sur la garde-côtière (ja) accorde explicitement à la Garde côtière chinoise le droit d'utiliser des armes. L'expansion de la Chine provoque l'apparition dans le débat public de l'expression Aujourd'hui Hong Kong, demain Taïwan, après-demain Okinawa,,,.